# Ciclomaltodextrina glucanotransferase
Em Enzimologia, ciclomaltodextrina glucanotransferase é uma enzima que catalisa a ciclização de uma molécula 1,4-ɑ-D-glucano através de uma ligação 1,4-ɑ-D-glucosídica.
Esta enzima pertence à família das glicosetransferases, especificamente as hexosiltransferases. O nome desta classe de enzima é 1,4-ɑ-d-glucano-4-ɑ-D-(1,4-ɑ-D-glucano)-transferase (ciclização). Outros nomes de uso comum incluem Bacillus macerans amilase, ciclodextrina glucanotransferase, alfa-ciclodextrina glucanotransferase, alfa-ciclodextrina glucosiltransferase, beta-ciclodextrina glucanotransferase, beta-ciclodextrina glicosiltransferase, gama-ciclodextrina glicosiltransferase, ciclodextrina glicosiltransferase, ciclomaltodextrina glucotransferase, ciclomaltodextrina glicosiltransferase, Konchizaimu, ɑ-1,4 glucano-4-glicosiltransferase, ciclização, BMA, CGtase e neutra-ciclodextrina glicosiltranferase.

## Estudos estruturais
No final de 2007, existiam as seguintes 47 estruturas resolvidas para esta classe de enzimas no Protein Data Bank: 1A47, 1CDG, 1CGT, 1CGU, 1CGV, 1CGW, 1CGX, 1CGY, 1CIU, 1CXE, 1CXF, 1CXH, 1CXI, 1CXK, 1CXL, 1CYG, , 1D7F, 1DED, 1DTU, 1E05, 1E071I75, 1KCK, 1KCL,1OT1, 1OT2, 1PAM, 1PEZ, 1PJ9, 1TCM, 1UKQ, 1UKS, 1UKT, 1V3J, 1V3K, 1V3L, 1V3M, 2CXG, 2DIJ, 3CGT, 4CGT, 5CGT, 6CGT, 7CGT, 8CGT, e 9CGT.